# Microscydmus nanus
Microscydmus nanus är en skalbaggsart som först beskrevs av Hermann Rudolph Schaum 1844.  Microscydmus nanus ingår i släktet Microscydmus, och familjen glattbaggar. Enligt den svenska rödlistan är arten nära hotad i Sverige. Arten förekommer i Götaland, Öland, Svealand och Nedre Norrland. Artens livsmiljö är skogslandskap, jordbrukslandskap.